# Elektronski prenos sredstava
Elektronski prenos sredstava (EFT) je elektronski prenos novca sa jednog bankovnog računa na drugi, bilo unutar jedne finansijske institucije ili između više institucija, putem sistema zasnovanih na računarima, bez direktnog učešća osoblja banke.
Prema Zakonu o elektronskom transferu sredstava Sjedinjenih Američkih Država iz 1978. godine, to je "prenos sredstava pokrenut putem elektronskog terminala, telefona, računara (uključujući onlajn bankarstvo) ili magnetne trake u svrhu naređivanja, uputstva ili ovlašćenja finansijskoj instituciji da zaduži ili odobri račun potrošača".
EFT transakcije poznate su pod različitim imenima u različitim zemljama i različitim sistemima plaćanja. Na primer, u Sjedinjenim Američkim Državama mogu se nazivati "elektronskim čekovima" ili "e-čekovima". U Velikoj Britaniji se koriste izrazi "BACS plaćanje", "bankovni transfer" i "bankovna uplata", u Kanadi se koristi "e-transfer", dok je u nekoliko drugih evropskih zemalja uobičajen izraz "giro transfer".

## Tipovi
EFT-ovi obuhvataju, ali nisu ograničeni na
- Na bankomatima (ATM)
- Direktno plaćanje depozita ili povlačenje sredstava od strane  platilaca.
- Direktne debitne uplate u kojima preduzeće zadužuje bankovni račun potrošača za plaćanje dobara ili usluga
- Elektronsko plaćanje računa putem onlajn bankarstva, koje može biti dostavljeno putem EFT-a ili papirnog čeka
- Plaćanje putem QR koda koje se pokreće skeniranjem QR koda sa mobilne aplikacije
- Prenose pokrenute na  telefonu
- Prenose koji proizlaze iz transakcija putem kreditne ili debitne kartice, bez obzira na to da li su pokrenute putem terminala za plaćanje
- Bankovne transfere putem međunarodne bankarske mreže kao što je SWIFT

## Istorija
Istorija Elektronskog transfera sredstava (EFT) seže unazad nekoliko decenija, a razvoj ovog sistema pratio je napredak tehnologije i promene u načinu obavljanja finansijskih transakcija. Evo nekoliko ključnih tačaka u istoriji EFT-a:
1. Rani Razvoj (1950–1970): Prvi koraci u elektronskom prenosu sredstava bili su usmereni na upotrebu platnih kartica i elektronskih terminala na bankomatima. Prvi bankomat je instaliran 1969. godine, što je označilo prekretnicu u omogućavanju elektronskog pristupa gotovini.
2. Razvoj Mreža (1970–1980): Tokom ovog perioda, banke su počele razvijati elektronske mreže za brži i efikasniji prenos sredstava. Ovo je dovelo do stvaranja sistema za automatski transfer sredstava (ATS), koji je omogućio elektronske transakcije između banaka.
3. Zakonodavstvo (1978): U Sjedinjenim Američkim Državama, usvajan je Zakon o elektronskom transferu sredstava (EFTA) 1978. godine. Ovaj zakon postavio je osnovne standarde za zaštitu potrošača u vezi sa elektronskim transferom sredstava.
4. Razvoj Međunarodnih Transfera (1980–1990): U ovom periodu, međunarodni transferi sredstava postali su sve učestaliji, a razvoj međunarodnih standarda i sistema, kao što je SWIFT (Society for Worldwide Interbank Financial Telecommunication), omogućio je globalne transakcije.
5. Online Bankarstvo (1990–2000): Računari i internet su sve više postajali dostupni javnosti. Online bankarstvo je postalo popularno, a sa njim su došli i elektronski transferi sredstava putem web platformi.
6. Mobilna Revolucija (2010–sadašnjost): Sa širenjem pametnih telefona, mobilni EFT postao je uobičajen način plaćanja. Aplikacije za mobilno bankarstvo, QR kodovi i druge tehnologije omogućile su korisnicima da vrše plaćanja i prenose sredstva putem svojih mobilnih uređaja.

## Razlike između EFT i AFT-a
1. EFT je opšti pojam koji obuhvata sve digitalne transakcije koje uključuju elektronski transfer sredstava.Ovo uključuje različite elektronske transakcije, kao što su transakcije putem kreditnih kartica, bankovni transferi, direktni depoziti i druge. EFT je široka kategorija koja obuhvata različite vrste elektronskih finansijskih aktivnosti.
2. ACH (Automatski klirinški sistem): je specifičan tip EFT-a koji funkcioniše kao mreža za olakšavanje elektronskih transfera sredstava između banaka. To je mreža finansijskih institucija u Sjedinjenim Američkim Državama koja upravlja klirinšem i poravnanjem elektronskih plaćanja i transakcija. ACH transakcije uključuju prenos sredstava između bankovnih računa i često se koriste za direktna polaganja, plaćanje računa i druge elektronske transfere.
3. Glavna razlika je u tome što je EFT mnogo širi pojam i koji obuhvata sve digitalne transfere, dok je ACH specifična mreža unutar EFT-a.

## Bezbednost
Jedna od najboljih karakteristika Elektronskog transfera sredstava (EFT) je njegova sigurnost. Iako prenos preko interneta nosi određene rizike, EFT se generalno smatra sigurnijim načinom plaćanja u poređenju s tradicionalnim papirnatim čekovima. Neki tipovi EFT-a, poput ACH-a, smatraju se sigurnijim od drugih. Najbolji način da se obezbedi siguran EFT je korišćenje usluga kompanija koje poznajete i kojima verujete, ili prema preporuci od pouzdanih izvora. Korišćenje posredničkih entiteta poput EBANX-a može vam pomoći da donesete ispravne odluke prilikom korišćenja EFT-a za vaše poslovanje.

## Prednosti
Elektronski transfer sredstava (EFT) nudi mnogo pogodnosti. Svi tipovi EFT-a su brzi i pouzdani i ne zahtevaju mnogo posla ni sa jedne strane transakcije. To znači da je EFT ekonomično rešenje, čime se štedi novac za poslovanje. Aspekt niskog napora donosi finansijske prednosti u vezi s vremenom utrošenim na posao. Takođe, znači da zaposleni mogu da se koncentrišu na veće zadatke jer se detalji obrađuju putem elektronske automatizacije.
Papirni čekovi zahtevaju štampanje čekova i poštanske troškove, što su dodatni troškovi. Za ove zadatke je potrebna interakcija osoblja, što znači da se manje posla obavi ili da su potrebni dodatni zaposleni. Rizik slanja čekova uključuje potencijalni gubitak pošte, pa čak i presretanje čekova. Trošak blokiranja plaćanja je neophodan u oba slučaja. Sve ove stvari nestaju sa Elektronskim transferom sredstava (EFT).
Kada  transakciju plaćamo  gotovinom. Postoji rizik od ljudske greške pri brojanju i rizik od  lažnih novčanica ali  ovi rizici potpuno nestaju sa rešenjem poput Elektronskog transfera sredstava (EFT), kao što je kreditna kartica.